# 丹·斯蒂尔
丹·斯蒂尔（英語：Dan Steele，1969年3月20日—），生于伊利诺伊州莫林，美国男子雪车运动员。他曾代表美国参加2002年冬季奥林匹克运动会雪车比赛，获得男子四人铜牌。